# Upplands runinskrifter 725
Upplands runinskrifter 725, till höger på bilden, är en försvunnen vikingatida ristad sten i Hummelsta, Vallby, Löts socken och Enköpings kommun. Ristningen är rent ornamental och utgörs av ett fyrfotadjur. Stenen har utgjort ett monument tillsammans med  U 723 och U 724. De har troligen stått tillsammans i en liten triangelform. Ingen av stenarna är signerade men de har utan tvekan ristats av Balle.